# Quảng Nhiêu
Quảng Nhiêu (giản thể: 广饶县; phồn thể: 廣饒縣; bính âm: Guǎngráo Xiàn) là một huyện thuộc địa cấp thị Đông Dinh, tỉnh Sơn Đông, Trung Quốc. Đây là huyện cực nam của Đông Doanh và nằm ở phía trung-bắc của tỉnh. Dân số huyện năm 1999 là 470.198 người.

### Trấn
| - Quảng Nhiêu (广饶镇) - Đại Vương (大王镇) - Đạo Trang (稻庄镇) | - Thạch Thôn (石村镇) - Đinh Trang (丁庄镇) - Lý Thước (李鹊镇) |

### Hương
- Đại Mã (大码头乡)
- Tây Lưu Kiều (西刘桥乡)
- Hoa Quan (花官乡)
- Trần Quan (陈官乡)